# Tour de France 1923
Le Tour de France 1923, 17e édition du Tour de France, s'est déroulé du 24 juin au 22 juillet 1923 sur 15 étapes pour 5 386 km.

## Généralités
- Le départ du Tour a lieu au Luna Park ; l'arrivée finale se juge au Parc des Princes.
- Les 139 partants sont répartis en trois « catégories » : 32 en première catégorie, 24 en seconde et 83 touristes-routiers. Henri Collé est le mieux classé parmi les coureurs de seconde catégorie et Otavio Pratesi est le meilleur des touristes-routiers[1].
- Henri Pélissier est le premier vainqueur français depuis 1911. Il remporte le Tour de France grâce à sa domination dans les Alpes.
- Jean Alavoine, bien que dominateur dans les Pyrénées, est contraint à l'abandon lors de la onzième étape, à la suite d'une chute.
- Ottavio Bottecchia devient le premier italien à porter le maillot jaune.
- Pour la première fois, le changement de pièces est autorisé.
- Moyenne du vainqueur : 24,233 km/h.
- Arrivants : 29 coureurs

## Liste des participants
Les coureurs de première catégorie portent les dossards 1 à 32, ceux de deuxième catégorie portent les numéros de 101 à 126, et enfin les touristes-routiers disposent des dossards 201 à 301.
| Légende | Légende                                                                    | Légende | Légende                                                    |
| ------- | -------------------------------------------------------------------------- | ------- | ---------------------------------------------------------- |
| Num     | Dossard de départ porté par le coureur sur ce Tour                         | Pos     | Position à l'arrivée de la course                          |
|         | Indique un maillot de champion national ou mondial, suivi de sa spécialité | NP      | Indique un coureur qui n'a pas pris le départ de la course |
| AB      | Indique un coureur qui n'a pas terminé la course                           | HD      | Indique un coureur qui a terminé la course hors des délais |

| Peugeot | Peugeot                 | Peugeot |
| ------- | ----------------------- | ------- |
| Num     | Coureur                 | Pos     |
| 1       | Firmin Lambot (BEL)     | AB-7    |
| 2       | Robert Jacquinot (FRA)  | 25e     |
| 3       | Luigi Lucotti (ITA)     | NP-1    |
| 4       | Jean Alavoine (FRA)     | AB-11   |
| 5       | Romain Bellenger (FRA)  | 3e      |
| 6       | Hector Tiberghien (BEL) | 4e      |
| 7       | Gaston Degy (FRA)       | 16e     |
| 8       | Léon Despontin (BEL)    | 7e      |
| 9       | Robert Reboul (FRA)     | AB-3    |
| 10      | Joseph Muller (FRA)     | 11e     |
| 15      | Philippe Thys (BEL)     | AB-9    |

| Alcyon | Alcyon                | Alcyon |
| ------ | --------------------- | ------ |
| Num    | Coureur               | Pos    |
| 11     | Louis Mottiat (BEL)   | 28e    |
| 12     | Félix Sellier (BEL)   | AB-2   |
| 13     | Jacques Coomans (BEL) | NP-1   |

| La Française | La Française          | La Française |
| ------------ | --------------------- | ------------ |
| Num          | Coureur               | Pos          |
| 14           | Albert Dejonghe (BEL) | AB-6         |
| 16           | Léon Scieur (BEL)     | AB-7         |
| 17           | Jean Rossius (BEL)    | AB-3         |

| Griffon | Griffon                  | Griffon |
| ------- | ------------------------ | ------- |
| Num     | Coureur                  | Pos     |
| 18      | Théophile Beeckman (BEL) | 14e     |
| 19      | Marcel Huot (BEL)        | 10e     |
| 102     | Henri Collé (SUI)        | 6e      |
| 103     | Marcel Godard (FRA)      | AB-5    |

| Automoto | Automoto                 | Automoto |
| -------- | ------------------------ | -------- |
| Num      | Coureur                  | Pos      |
| 20       | Honoré Barthélémy (FRA)  | AB-3     |
| 21       | Hector Heusghem (BEL)    | AB-9     |
| 22       | Victor Lenaers (BEL)     | AB-9     |
| 23       | Henri Pélissier (FRA)    | 1er      |
| 24       | Francis Pélissier (FRA)  | 23e      |
| 25       | Lucien Buysse (BEL)      | 8e       |
| 26       | Ottavio Bottecchia (ITA) | 2e       |
| 27       | Giuseppe Santhià (ITA)   | AB-7     |
| 28       | Giovanni Brunero (ITA)   | NP-1     |

| Thomann | Thomann                | Thomann |
| ------- | ---------------------- | ------- |
| Num     | Coureur                | Pos     |
| 29      | Félix Goethals (FRA)   | 13e     |
| 114     | Alfons Standaert (BEL) | 22e     |

| Armor | Armor                  | Armor |
| ----- | ---------------------- | ----- |
| Num   | Coureur                | Pos   |
| 30    | Arsène Alancourt (FRA) | 5e    |
| 31    | Laurent Seret (BEL)    | AB-2  |
| 101   | Eugène Dhers (FRA)     | 9e    |

| Lapize | Lapize                 | Lapize |
| ------ | ---------------------- | ------ |
| Num    | Coureur                | Pos    |
| 32     | Paul Dean (BEL)        | AB-6   |
| 104    | Georges Cuvelier (FRA) | 20e    |

| Christophe | Christophe             | Christophe |
| ---------- | ---------------------- | ---------- |
| Num        | Coureur                | Pos        |
| 105        | Roger Lacolle (FRA)    | AB-3       |
| 106        | Carlo Longoni (ITA)    | 26e        |
| 107        | Lucien Rich (FRA)      | 17e        |
| 108        | Benjamin Mortier (BEL) | 21e        |

| Labor | Labor                | Labor |
| ----- | -------------------- | ----- |
| Num   | Coureur              | Pos   |
| 109   | Fernand Moulet (FRA) | AB-6  |
| 110   | Robert Gerbaud (FRA) | AB-3  |

| Davy | Davy                   | Davy |
| ---- | ---------------------- | ---- |
| Num  | Coureur                | Pos  |
| 111  | Joseph Curtel (FRA)    | AB-2 |
| 112  | Joseph Normand (FRA)   | 15e  |
| 113  | Joseph Van Daele (BEL) | AB-7 |

| Claude Delage-W. Russell | Claude Delage-W. Russell  | Claude Delage-W. Russell |
| ------------------------ | ------------------------- | ------------------------ |
| Num                      | Coureur                   | Pos                      |
| 115                      | Jules Matton (FRA)        | NP-1                     |
| 116                      | Joseph Marchand (BEL)     | AB-6                     |
| 117                      | Alfred De Busschère (BEL) | AB-5                     |
| 118                      | Achiel Depauw (BEL)       | AB-5                     |
| 119                      | Charles Govaert (BEL)     | AB-3                     |
| 120                      | Léon Van Aken (BEL)       | AB-12                    |
| 121                      | Camille Leroy (BEL)       | AB-6                     |
| 122                      | Alfred Steux (BEL)        | NP-1                     |

| Giraudeau-Menand Pouchois | Giraudeau-Menand Pouchois | Giraudeau-Menand Pouchois |
| ------------------------- | ------------------------- | ------------------------- |
| Num                       | Coureur                   | Pos                       |
| 123                       | André Desbordes (FRA)     | AB-4                      |
| 124                       | Camille Nicou (FRA)       | AB-1                      |
| 125                       | Roger Iriart (FRA)        | AB-3                      |

| Allelulia-Mouette | Allelulia-Mouette | Allelulia-Mouette |
| ----------------- | ----------------- | ----------------- |
| Num               | Coureur           | Pos               |
| 126               | Paul Duboc (FRA)  | 18e               |

| Touristes-routiers | Touristes-routiers       | Touristes-routiers |
| ------------------ | ------------------------ | ------------------ |
| Num                | Coureur                  | Pos                |
| 201                | Marcel Robin (FRA)       | AB-3               |
| 202                | Lucien Lagouche (FRA)    | AB-3               |
| 203                | Joseph Bercegeay (FRA)   | AB-3               |
| 204                | Marcel Vernant (FRA)     | AB-2               |
| 205                | Giuseppe Ercolani (ITA)  | 40e                |
| 206                | Lucien Roquebert (FRA)   | AB-6               |
| 207                | Charles Loew (FRA)       | 35e                |
| 208                | Eugène Nicolle (FRA)     | HD-8               |
| 209                | Georges Dauphin (FRA)    | AB-4               |
| 210                | Henri Timmermann (BEL)   | AB-1               |
| 211                | Alexandre Baud (FRA)     | AB-4               |
| 212                | Jean Grousset (FRA)      | AB-6               |
| 213                | Claude Deniot (FRA)      | NP-1               |
| 214                | Celestin Rouget (FRA)    | AB-3               |
| 215                | Pierre Gilbert (FRA)     | AB-1               |
| 216                | Marcel Simonet (FRA)     | 46e                |
| 217                | Daniel Masson (FRA)      | 48e                |
| 218                | André Andresse (FRA)     | AB-1               |
| 219                | Émile Bonnefoi (FRA)     | AB-1               |
| 220                | Camille Botte (BEL)      | 19e                |
| 221                | Giovanni Bai (ITA)       | AB-6               |
| 222                | Jean-Marie Moulin (FRA)  | NP-1               |
| 223                | Laurent Sabate (FRA)     | NP-1               |
| 224                | François Chevalier (FRA) | AB-6               |
| 225                | Adrien Alpini (FRA)      | AB-6               |
| 226                | Pietro Casati (ITA)      | AB-2               |
| 227                | Maurice Langrenay (FRA)  | AB-5               |
| 228                | Adrien Toussaint (FRA)   | AB-6               |
| 229                | Paul Denis (FRA)         | 36e                |
| 230                | Louis Verbraecken (BEL)  | AB-3               |
| 231                | Félix Richard (FRA)      | 37e                |
| 232                | Henri Catelan (FRA)      | AB-10              |
| 233                | Émile Kass (FRA)         | AB-4               |
| 234                | André Robustel (FRA)     | AB-5               |

| Touristes-routiers (suite) | Touristes-routiers (suite) | Touristes-routiers (suite) |
| -------------------------- | -------------------------- | -------------------------- |
| Num                        | Coureur                    | Pos                        |
| 235                        | Silvio Borsetti (ITA)      | AB-1                       |
| 236                        | Albert Colboc (FRA)        | AB-2                       |
| 237                        | Pierre Hudsyn (BEL)        | 30e                        |
| 238                        | Georges Kamm (FRA)         | 44e                        |
| 239                        | Charles Parel (SUI)        | 27e                        |
| 240                        | Joseph Douard (FRA)        | AB-3                       |
| 241                        | Jean Kienlen (FRA)         | 39e                        |
| 242                        | Jules Brun (FRA)           | AB-4                       |
| 243                        | Albert Dannant (FRA)       | NP-1                       |
| 244                        | Alphonse Van Daele (BEL)   | NP-1                       |
| 245                        | Oscar Barselotti (ITA)     | AB-3                       |
| 246                        | Karel Budts (BEL)          | AB-1                       |
| 247                        | Clotaire Guillon (FRA)     | AB-6                       |
| 248                        | Ernest Schiavo (SUI)       | AB-6                       |
| 249                        | Marcel Colleu (FRA)        | NP-1                       |
| 250                        | Antoine Riera (FRA)        | 32e                        |
| 251                        | Clovis Delclaud (FRA)      | NP-1                       |
| 252                        | Maurice Arnoult (FRA)      | 34e                        |
| 253                        | Vincenzo Bianco (ITA)      | 42e                        |
| 254                        | Joseph Rayen (FRA)         | AB-6                       |
| 255                        | Marie Aubry (FRA)          | AB-6                       |
| 256                        | Henri Miège (SUI)          | 38e                        |
| 257                        | Maurice Laine (FRA)        | AB-3                       |
| 258                        | Maurice Protin (FRA)       | 47e                        |
| 259                        | Fernand Durieux (FRA)      | AB-3                       |
| 260                        | Louis Marty (FRA)          | AB-1                       |
| 261                        | François Picolot (FRA)     | AB-4                       |
| 262                        | Enrico Sala (ITA)          | NP-1                       |
| 263                        | Pietro Fasoli (ITA)        | AB-1                       |
| 264                        | Jean Hautot (FRA)          | AB-1                       |
| 265                        | Jules Deloffre (FRA)       | AB-10                      |
| 266                        | Pierre Faillu (FRA)        | AB-2                       |
| 267                        | Robert Fournier (FRA)      | AB-2                       |
| 268                        | René Wendels (BEL)         | NP-1                       |

| Touristes-routiers (suite) | Touristes-routiers (suite) | Touristes-routiers (suite) |
| -------------------------- | -------------------------- | -------------------------- |
| Num                        | Coureur                    | Pos                        |
| 269                        | Edgard Roy (FRA)           | 31e                        |
| 270                        | Jules Vertriest (BEL)      | AB-4                       |
| 271                        | Louis Alais (FRA)          | AB-3                       |
| 272                        | Maurice Guenot (FRA)       | AB-3                       |
| 273                        | André Coutte (FRA)         | AB-6                       |
| 274                        | Marcel Allain (FRA)        | AB-6                       |
| 275                        | Alfred Hersard (FRA)       | 41e                        |
| 276                        | Ernest Paul (FRA)          | NP-1                       |
| 277                        | Georges Tufeny (FRA)       | AB-4                       |
| 278                        | Octave Hie (FRA)           | AB-6                       |
| 279                        | Henri Ferrara (FRA)        | NP-1                       |
| 280                        | Victorino Otero (ESP)      | AB-3                       |
| 281                        | Jean Pennaneach (FRA)      | AB-9                       |
| 282                        | Vincenzo Mantelli (ITA)    | AB-4                       |
| 283                        | André Cornelio (FRA)       | AB-5                       |
| 284                        | Louis Lemitère (FRA)       | AB-3                       |
| 285                        | Julien Noth (FRA)          | AB-3                       |
| 286                        | Jules Nempon (FRA)         | AB-5                       |
| 287                        | Auguste Le Breton (FRA)    | NP-1                       |
| 288                        | Charles Hennuyer (FRA)     | AB-4                       |
| 289                        | Charles Arnulf (FRA)       | 45e                        |
| 290                        | Lodewijck Budts (BEL)      | AB-6                       |
| 291                        | Eugène Leveille (FRA)      | AB-4                       |
| 292                        | Henri Touzard (FRA)        | 24e                        |
| 293                        | Robert Asse (FRA)          | AB-6                       |
| 294                        | Luigi Vertemati (ITA)      | AB-10                      |
| 295                        | Charles Cento (FRA)        | 33e                        |
| 296                        | Henri Allard (BEL)         | NP-1                       |
| 297                        | Giuseppe Ruffoni (ITA)     | 43e                        |
| 298                        | Giuseppe Enrici (ITA)      | NP-1                       |
| 299                        | Ottavio Pratesi (ITA)      | 12e                        |
| 300                        | Antonio Tecchio (ITA)      | NP-1                       |
| 301                        | Giovanni Rossignoli (ITA)  | 29e                        |

## Résultats

### Les étapes
| Étape,    | Date       | Villes étapes                        |                   | Distance (km) | Vainqueur d’étape  | Leader du classement général |
| --------- | ---------- | ------------------------------------ | ----------------- | ------------- | ------------------ | ---------------------------- |
| 1re étape | 24 juin    | Paris - Luna Park – Le Havre         | Étape de plaine   | 381           | Robert Jacquinot   | Robert Jacquinot             |
| 2e étape  | 26 juin    | Le Havre – Cherbourg                 | Étape de plaine   | 371           | Ottavio Bottecchia | Ottavio Bottecchia           |
| 3e étape  | 28 juin    | Cherbourg – Brest                    | Étape de plaine   | 405           | Henri Pélissier    | Ottavio Bottecchia           |
| 4e étape  | 30 juin    | Brest – Les Sables-d'Olonne          | Étape de plaine   | 412           | Albert Dejonghe    | Romain Bellenger             |
| 5e étape  | 2 juillet  | Les Sables-d'Olonne – Bayonne        | Étape de plaine   | 482           | Robert Jacquinot   | Romain Bellenger             |
| 6e étape  | 4 juillet  | Bayonne – Luchon                     | Étape de montagne | 326           | Jean Alavoine      | Ottavio Bottecchia           |
| 7e étape  | 6 juillet  | Luchon – Perpignan                   | Étape de montagne | 323           | Jean Alavoine      | Ottavio Bottecchia           |
| 8e étape  | 8 juillet  | Perpignan – Toulon                   | Étape de plaine   | 427           | Lucien Buysse      | Ottavio Bottecchia           |
| 9e étape  | 10 juillet | Toulon – Nice                        | Étape de montagne | 281           | Jean Alavoine      | Ottavio Bottecchia           |
| 10e étape | 12 juillet | Nice – Briançon                      | Étape de montagne | 275           | Henri Pélissier    | Henri Pélissier              |
| 11e étape | 14 juillet | Briançon – Genève (SUI)              | Étape de montagne | 260           | Henri Pélissier    | Henri Pélissier              |
| 12e étape | 16 juillet | Genève (SUI) – Strasbourg            | Étape de plaine   | 377           | Joseph Muller      | Henri Pélissier              |
| 13e étape | 18 juillet | Strasbourg – Metz                    | Étape de plaine   | 300           | Romain Bellenger   | Henri Pélissier              |
| 14e étape | 20 juillet | Metz – Dunkerque                     | Étape de plaine   | 433           | Félix Goethals     | Henri Pélissier              |
| 15e étape | 22 juillet | Dunkerque – Paris - Parc des Princes | Étape de plaine   | 343           | Félix Goethals     | Henri Pélissier              |

Note : le règlement ne fait aucune distinction entre les étapes de plaine ou de montagne ; les icônes indiquent simplement la présence ou non d'ascensions notables durant l'étape.